# Calendarios mesoamericanos

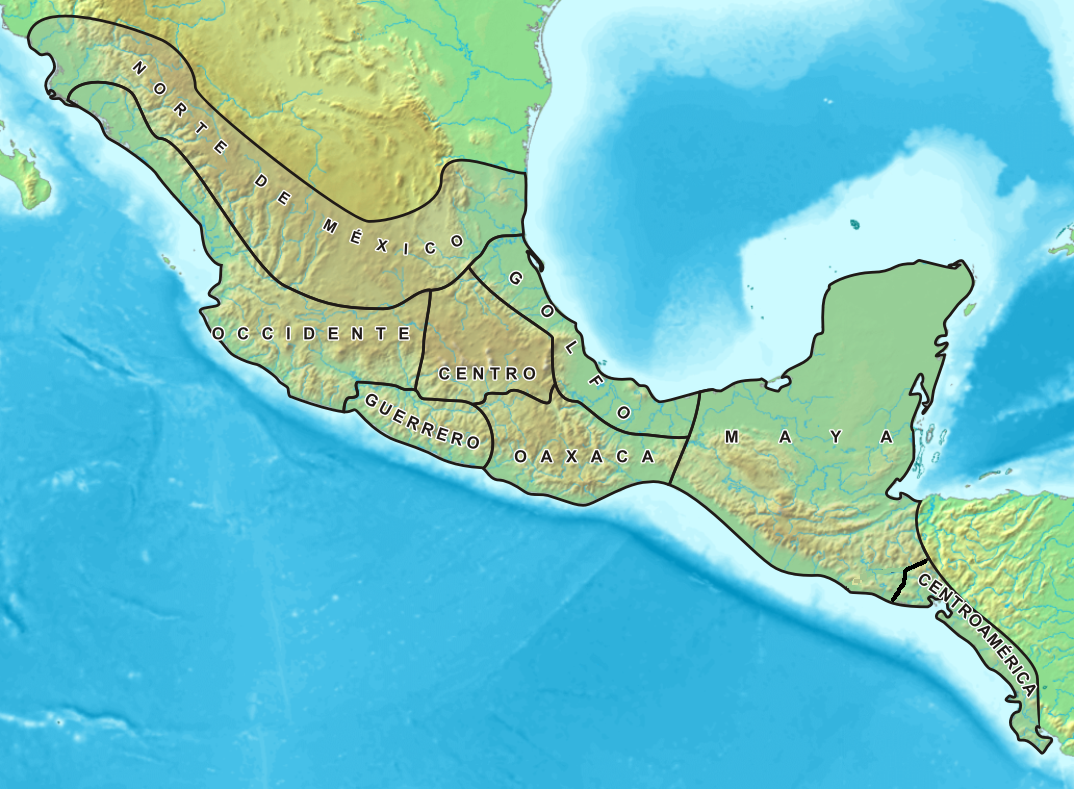
Mapa de las áreas culturales de Mesoamérica

Los calendarios mesoamericanos son los calendarios ideados y usados por las culturas precolombinas de Mesoamérica. Además del control del paso del tiempo,  los calendarios mesoamericanos
La existencia de estos calendarios mesoamericanos se remonta aproximadamente al 589 a. C., con lo esencial del mismo totalmente definido y funcional. Estos calendarios se siguen utilizando hoy en el altiplano guatemalteco, Veracruz, Oaxaca y Chiapas. 
Estos calendarios resultan ser muy exactos para su tiempo. 
Los calendarios mesoamericanos más importantes son:
- El calendario maya
- El calendario mexica

- Datos: Q2933843
- Multimedia: Mesoamerican calendars / Q2933843